# Still a long way to go
『Still a long way to go』（スティル・ア・ロング・ウェイ・トゥ・ゴー）は、1988年6月9日に発売されたオフコース通算14作目にして最後のオリジナルアルバム。

## 解説
前作『as close as possible』から外部スタッフの参加が頻繁になったほか、打ち込みによるシーケンサーを多用した音作りへと移ったことで、4人という限られた要素の中ですべてを手がける「バンド」としての必然性は薄れた。また、“The Best Year of My Life”というコンセプトを掲げた4人でのオフコースも'84年のスタートから既に3年を経過し、「それぞれが力をつけていくため3年間だけ続ける」という当初の計画も半ば形骸化していた。「結局、自分達が3年後に個人個人でやっていくという確固としたイメージが持てなかったから、それよりもわかりやすい“続けていくこと”を選んだため」と、その理由について小田はこの当時のことを語っている。
今作のレコーディングは前作同様、外部スタッフも含めて行われたが、それが結果としてメンバー間のコミュニケーション不足に繋がった。そのひとつに、B-2「逢いたい」の作詞を吉田拓郎に依頼したことが当初、小田には知らされていないということがあった。清水が吉田拓郎との打ち合わせ後、事務所に戻ると、小田は「何で拓郎なんだ！」と怒りを露わにしたという。この行き違いについて当人たちは後年、「悪気はないだろうけど、一生懸命というのが“バンドがまとまる”ということと違う方に出てしまった」(小田談)、「小田さんに言わなかったのかなぁ...(中略)あんなに怒った小田さんを見たのは後にも先にも初めてでね。その時は何で怒ってんの？ってわからなかったですけどね。今はよくわかりますよね。今はわかります」(清水談)と語っている。
アルバムタイトルの意味について、小田は「アインシュタインの“光の速度は、それを発する物体の速度に関係なく一定である”という理論じゃないけど、俺達の場合もどんなに歩いても歩いても、これからまだ歩いていかなきゃならない距離って、いつも変わらないって感じがするんだよね。何年活動してこようと関係なく、先はまだ長いと思っている。だからそういう意味では、このタイトルは、アルバム･タイトルっていうよりも、いわば現在のオフコースのテーマみたいなものだね」と、リリース当時のインタビューで答えている。
A-4「陽射しの中で」とB-4「僕らしい夏」に参加している平田謙吾は、元一風堂のベーシストで、当時清水が松尾と結成していたバンド“ONE”のメンバー。約半数の曲に参加している園山光博(Sax)は前年のコンサート・ツアーからサポート・メンバーとして参加し（他に神本宗幸(Key)と富樫要(Tp)）、後に小田がソロになった時に結成されたバンドFar East Club Bandのバンド・マスターになる。
A-1「君住む街へ」では小田のほか、清水と松尾がボーカルをとっている。小田はこの曲について「出来た時、やっとこういう曲が書けたという達成感でいっぱいだった」と当時のインタビューで答えていた。
B-5「昨日見た夢」は後に小田がシングル「so long my love」のカップリングとして、歌詞を一部省略したアレンジでセルフ・カヴァーし、アルバム『LOOKING BACK』にも収録された。
アルバム中、メンバー4人が同時に音を出して録音したのは「君住む街へ」と「逢いたい」のベーシック・トラックのみで、その他は基本的に作曲者が作ったデータにオーバー・ダビングを施したものになった。サウンドの統一感について、小田は「今回は前回と違って、皆で同じ場所でレコーディングしたせいだと思うね。つまり、同じ場所でやれば、誰か他のメンバーがやっているときは皆でそれを待っているわけじゃない。すると『あっ、あの音良いね』とか『あのリズム良いね』なんて事が出てくるわけで、じゃあ俺もやってみようってなことになる。そんなことが結果としてサウンド部分の統一感に結びついたのかもしれないね」と答えている。
このアルバム・リリースにあわせたツアー中の1988年11月、今ツアー終了をもってバンドが活動を終了することがファンクラブのメンバーに向けて発表され、その後スタッフの強い要望で実現したスペシャル・ライブ“The Night with Us”を最後に、オフコースは解散した。

## 収録曲
| 全編曲: オフコース。 |                                             |                     |                   |       |
| #                    | タイトル                                    | 作詞                | 作曲              | 時間  |
| 1.                   | 「君住む街へ」                              | 小田和正            | 小田和正          | 5'08" |
| 2.                   | 「she's so wonderful」                      | 小田和正            | 小田和正          | 4'37" |
| 3.                   | 「I can't stand this」                      | 松本一起 · 小田和正 | 清水仁 · 松尾一彦 | 4'01" |
| 4.                   | 「陽射しの中で」                            | 松本一起            | 松尾一彦          | 4'10" |
| 5.                   | 「夏の別れ」                                | 小田和正            | 小田和正          | 4'32" |
| 6.                   | 「Still a long way to go –また会う日まで–」 | 小田和正            | 小田和正          | 4'00" |

| 全編曲: オフコース。 |                          |          |          |       |
| #                    | タイトル                 | 作詞     | 作曲     | 時間  |
| 1.                   | 「多分 その哀しみは」    | 小田和正 | 小田和正 | 4'44" |
| 2.                   | 「逢いたい」             | 吉田拓郎 | 清水仁   | 5'05" |
| 3.                   | 「悲しい愛を終わらせて」 | 小田和正 | 小田和正 | 5'04" |
| 4.                   | 「僕らしい夏」           | 松本一起 | 松尾一彦 | 5'23" |
| 5.                   | 「昨日見た夢」           | 小田和正 | 小田和正 | 4'49" |

## クレジット
- KAZUMASA ODA    KEYBOARDS AND VOCALS
- HITOSHI SHIMIZU    BASS AND VOCALS
- KAZUHIKO MATSUO    GUITAR AND VOCALS
- JIRO OMA    DRUMS AND PERCUSSION

### スタッフ
| PRODUCED BY OFF COURSE ALL SONGS ARRANGED BY OFF COURSE                                               |
| KENGO HIRATA - BASS (A-4,B-4) MITSUHIRO SONOYAMA - SAX HIDEKI MOCHIZUKI - ALL INSTRUMENTS PROGRAMMING |
| ENGINEERED BY KAZUHIKO YANAGISAWA ADDITIONAL ENGEERING BY MASATAKE OHSATO SHIRO KIMURA                |
| MIXED BY KOJI SUGIMORI                                                                                |

| ASSISTANT ENGINEERING BY |  | - YOSHIHIDE MIKAMI MASUMI NAKANISHI TAKASHI ITO - YUJI KURAISHI MOTONARI MATSUMOTO YASUHIRO ITO HIDEAKI NOJIMA |

| RECORDED AT OFF COURSE STUDIO SEDIC STUDIO KANNON-ZAKI MARINE STUDIO                         |
| MIXED AT STUDIO JIVE                                                                         |
| PRODUCTION MANAGEMENT : AKIRA KIKUCHI MASAMICHI YOSHIDA TOMOAKI KINOSHITA KAZUYUKI YOSHIMURA |
| ASSISTANT MANAGER : TAIZO ENDO TATSUYA FUNAKOSHI YOSHIHIKO SHIMIZU                           |
| ART DIRECTION & DESIGN BY NOBUYOSHI MINEGISHI                                                |
| ASSISTANT DESIGN : MIYOKO KONNO M.HIDEYUKI (Room・m Inc.)                                    |
| ILLUSTLATION BY YUKARI ANDO                                                                  |

| SPECIAL THANKS TO : | - KAZUNAGA NITTA ICHIRO ASATSUMA - YUKINOBU UDAGAWA YUI MUSIC PUBLISHER SATOSHI TAKAHASHI HIROAKI YAMAGUCHI - HIROMI KUROIWA SHIGENORI TANAKA - MAKOTO KONDO PHILIP H. RHODES - HIROSHI “Majo” UENO |

## 32FD-7007

### 解説
CDはアナログ盤、およびカセットと同時発売。ディスク表面はモノクロ印刷だが、アルバム・タイトル・ロゴとバンド名はゴールド印刷。また、本作は同年末にピュアゴールドCD仕様での再リリース以降、2022年のリマスター盤リリースまで品番および価格改定によるCDの再発は行われなかった。なお、CD表面での6曲目のタイトルが誤って“Still a long wah to go way”となっている。

### 収録曲
1. 君住む街へ
2. she's so wonderful
3. I can't stand this
4. 陽射しの中で
5. 夏の別れ
6. Still a long way to go –また会う日まで–
7. 多分 その哀しみは
8. 逢いたい
9. 悲しい愛を終わらせて
10. 僕らしい夏
11. 昨日見た夢

## リリース履歴
| # | 発売日         | リリース                              | 規格 | 品番      | 備考                                                                                                  |
| - | -------------- | ------------------------------------- | ---- | --------- | --- |
| 1 | 1988年6月9日   | ファンハウス                          | LP   | 28FB-7007 | 帯の代わりにステッカーが貼られる。レーベルはアルバム・オリジナルのデザインを採用。                    |
| 1 | 1988年6月9日   | ファンハウス                          | CT   | 28FC-7007 | カセット同時発売。                                                                                    |
| 1 | 1988年6月9日   | ファンハウス                          | CD   | 32FD-7007 | CD同時発売。                                                                                          |
| 2 | 1988年12月10日 | ファンハウス                          | CD   | 40FD-7050 | ピュアゴールドCDでの再発。                                                                            |
| 3 | 1988年12月10日 | ファンハウス                          | CD   | 00FD-7054 | ファンハウス在籍時のオリジナル・アルバム4枚組CD-BOX『SPECIAL CD SET OFF COURSE 1984-1988』の中の1枚。 |
| 4 | 2022年6月15日  | Ariola Japan / Sony Music Labels Inc. | CD   | FHCL-3014 | リマスタリングによる再発。                                                                            |